# Arkiv Gävleborg
Arkiv Gävleborg är en ideell förening som vårdar och bevarar arkiv från föreningar, företag, byar och gårdar och i vissa fall enskilda personer i Gävleborgs län (Gästrikland och Hälsingland).
Arkivet ingår i kultursamverkansmodellen och har tillsammans med Länsmuseet Gävleborg och Hälsinglands museum varaktiga regionala uppdrag inom kulturarv och kulturmiljö.

## Historik
På 1920-talet påbörjades en insamling av arkivhandlingar från föreningar i Gävleområdet. Hjalmar Söderberg, och sedermera hans son Sigurd, samlade in material från nykterhetsloger, arbetarrörelse och frikyrkliga samfund. År 1955 invigdes ett arbetarrörelsens arkiv i Folkets hus källare i Gävle. Samlingen blev grunden till det länsomfattande arkiv som bildades år 1978.
Organisationen gick till en början under namnet Folkrörelsernas arkiv. År 2003 ändrades namnet till Arkiv Gävleborg. Samtidigt breddades verksamheten till att omfatta alla typer av enskilda arkivbildare. Idag ingår arkiv från föreningar, företag, gårdar, byar och privatpersoner. I samlingarna finns även fotografier, affischer och en samling fanor och standar. Vid utgången av verksamhetsåret 2021 uppgick antalet arkivbildare till 6 201, antalet volymer räknade 44 375 och antalet fanor 800.

## Föremål

### Affischer
Arkivets samling av affischer består av drygt 3 000 objekt. Dessa berättar om kultur och nöjen, idrott och politik under över ett sekel i Gävleborgs län. Affischerna är digitaliserade och är sökbara på arkivets webbplats.

### Fanor och standar

Fana tillhörande Gävle socialdemokratiska kvinnoklubb. Arkiv Gävleborg.

År 2021 uppgick samlingen av fanor och standar till 800 objekt. Samlingen är sökbar via arkivets databas. Arkivet har bland annat publicerat boken "De bars främst i våra led ..." (1984) samt visat upp fanorna utställningar på flera håll i länet.

### Fotografier och föremål på Digitalt Museum
Sedan våren 2021 publicerar Arkiv Gävleborg fotografier och föremål ur samlingarna på Digitalt Museum.

### Historiska dagstidningar
Arkivet har både mikrofilmade tidningar och tidningar inbundna i lägg.

#### Tidningar på mikrofilm
- Arbetarbladet 1902–2013
- Gefle Dagblad 1895–2013
- Gefle Posten 1864–1941
- Hudiksvallsposten 1864–1945
- Hudiksvalls Tidning 1909–1943
- Ljusdals Tidning 1895–1945
- Norrlands-Posten 1837–1956 (jan-febr 1946 saknas)
- Söderhamnskuriren 1895–1945

#### Tidningar i lägg
- Arbetarbladet 1902–2014
- Hälsinglands Folkblad 1916–1934
- Gefleposten 1868–1940
- Gefleborgs läns tidning 1844, 1889, 1890
- Gestrike- Upplands bygd 1910–1918
- Norrlandsbladet 1908–1911, 1921–1923, 1936–1937
- Norrlandsposten 1838–1956 (enstaka år saknas)
- Sandvikens Tidning 1911–1979 (vissa år saknas)
- Folkets röst 1942–1952
- Arbetaren 1911–1957

## Organisation

### Finansiering
Arkivets ekonomi bygger på avgifter från medlemmarna. Region Gävleborg är huvudfinansiär. Länets kommuner ger bidrag till verksamheten.

### Länsarkivarier
- Barbro Eriksson, 1976–2013
- Ulla Ejemar, 2014–2021
- Anders Wesslén, 2021–